# Terrachá (Antas de Ulla)
Terrachá (llamada oficialmente San Xurxo de Terra Chá) es una parroquia española del municipio de Antas de Ulla, en la provincia de Lugo, Galicia.

## Organización territorial
La parroquia está formada por cuatro entidades de población:
- Caldelas
- O Cruceiro
- Regadío
- San Xurxo

## Demografía
| Gráfica de evolución demográfica de Terrachá entre 2000 y 2019 |
|                                                                |
| Datos según el nomenclátor publicado por el INE.               |